# Jerry Krause
Pour les articles homonymes, voir Krause.
Jerome Krause dit Jerry Krause (né le 6 avril 1939 et mort le 21 mars 2017) est un dirigeant américain de basket-ball, en tant que recruteur et General Manager aux Baltimore Bullets et surtout aux Bulls de Chicago en NBA.
Il fut lauréat à deux reprises du trophée de NBA Executive of the Year.

## Biographie

### Débuts
Jerry Krause est né en 1939 et grandit à Chicago. Au lycée, il joue au baseball en tant que receveur au lycée Taft et reçoit une bourse pour intégrer l'équipe de baseball des Braves de Bradley jusqu'à ce qu'une blessure l'oblige à arrêter.
À sa sortie de l'université, il devint recruteur pour les Bullets de Baltimore. Il démontra rapidement ses capacités pour détecter les joueurs talentueux. Il recrutera de nombreux Hall of famers tels qu'Earl « The Pearl » Monroe, Scottie Pippen et Horace Grant.
Avec les Bullets, il avait repéré l'ailier issu de North Dakota Phil Jackson intégré à la draft 1967. Les Bullets ne le draftèrent pas, mais Krause garda le contact avec Jackson durant toute sa carrière de joueur et ses premières années d'entraîneur. Lorsque Jackson entraînait les Albany Patroons en CBA, Krause fit appel à ses services afin qu'il fasse une analyse des joueurs de la ligue.
Après ces années à Baltimore, Krause travailla comme recruteur des Suns de Phoenix, des 76ers de Philadelphie, des Lakers de Los Angeles et des Bulls de Chicago dans les années 1970 avant de quitter le monde du basket-ball pour intégrer le monde du baseball professionnel. Il était devenu recruteur des Chicago White Sox quand il fut contacté par le propriétaire des Bulls de Chicago Jerry Reinsdorf afin de rejoindre les Bulls en tant que manager général.

### Les Bulls de Chicago
Krause succéda à Rod Thorn en tant que GM des Bulls de Chicago en 1985, construisant l'équipe autour de Michael Jordan. Il lui adjoignit de nombreux joueurs de complément de Jordan permettant aux Bulls de remporter des titres de champions NBA.
Krause eut deux trouvailles lors de la draft 1987 : Scottie Pippen, un ailier athlétique issu de l'université du centre de l'Arkansas et Horace Grant, un ailier fort rugueux issu des Tigers de Clemson. Les deux joueurs furent, avec Jordan, les artisans du triplé remporté par les Bulls de 1991 à 1993.
Cependant, Krause fit des choix qui ne firent pas l'unanimité. En 1986, Krause sélectionna un grand ailier Brad Sellers. Selon lui, Sellers maniait bien la balle pour un joueur de sa taille et avait une bonne détente. Jordan, d'un autre côté, poussa la direction à recruter le meneur des Blue Devils de Duke Johnny Dawkins. Les entraîneurs et les joueurs le voulait et non Sellers, et Krause déclara qu'il n'avait pas d'oppositions à recruter Dawkins. Cependant, Krause ignora ces demandes et recruta Sellers, et passa l'été à faire sa promotion auprès de Jordan. Sellers quitta la ligue peu d'années après.
Sellers ne fut pas le seul échec de Krause lors de la draft ; il y eut notamment Stacey King, Mark Randall et Marcus Fizer.
Krause effectua une autre transaction en 1988 que Jordan réprouva. Il était clair que les Bulls avaient besoin d'un pivot s'ils voulaient conquérir le titre, Krause transféra alors Charles Oakley à New York contre Bill Cartwright. Oakley, qui était l'un des meilleurs amis de Jordan, était très précieux, notamment en défense. Cartwright était un vrai pivot, alors que Oakley était ailier fort, mais était plus âgé. Si Cartwright n'avait pas la même réputation défensive de Oakley, il était capable de contenir les pivots adverses, et était beaucoup plus offensif. Jordan était déçu du transfert, surtout par la façon dont il apprit la nouvelle : via la télévision, alors que lui et Oakley étaient sur la route de Las Vegas, pour voir un combat de Mike Tyson. Mais Cartwright prouva qu'il était l'un des meilleurs pivots de la ligue, notamment en contenant Patrick Ewing des Knicks de New York l'un des plus farouches rivaux des Bulls dans les années 1990. Jordan admit par la suite qu'il avait eu tort et que Krause avait fait le bon choix pour le transfert, mais ne changea pas ses sentiments envers Krause. Ceux-ci refirent régulièrement surface tout au long de la dynastie des Bulls.

#### La restructuration après la retraite de Jordan
La première retraite de Jordan, à l'issue de la saison 1993, bouleversa l'effectif des Bulls. Krause tenta de remplacer Jordan avec des spécialistes défensifs comme Pete Myers et le free agent Ron Harper, mais la succession était trop lourde pour assumer le leadership de Chicago, bien que Harper eut un rôle important lors du second three-peat. Juste avant que Jordan n'annonce sa retraite, Krause persuada Toni Kukoč de racheter son contrat en Europe et de rejoindre les Bulls. En 1994, les Bulls atteignirent les demi-finales de la Conférence Est, s'inclinant face aux Knicks de New York en sept manches. Les Bulls avaient battu les Knicks en playoffs lors des trois années précédentes.
Lorsque Jordan réintégra la NBA à la fin de la saison 1995, Krause reconstruisit une équipe qui est considérée comme l'une des meilleures de l'histoire de la NBA après l'acquisition du fantasque Dennis Rodman venu des Spurs et de plusieurs joueurs sous-cotés dont Steve Kerr, Luc Longley. Les Bulls remportèrent 72 rencontres, un record NBA qui ne sera battu que vingt ans plus tard par les Golden State Warriors. Krause fut nommé NBA Executive of the Year pour la seconde fois.

#### The Last Dance
Jerry Krause et l'entraîneur Phil Jackson étaient amis depuis des années, mais leur relation se détériora, d'après le livre du journaliste du Chicago Tribune Sam Smith (en) publié en 1991, The Jordan Rules. Le livre détailla les tensions existantes entre Krause et les joueurs, ainsi qu'entre l'entraîneur et le GM. Au regard des succès de Jackson en tant qu'entraîneur des Bulls, les tensions entre Jackson et Krause s'accentuèrent au fil des années, avec de nombreux incidents lors de la saison 1997-1998, notamment par la prolongation du contrat de Jackson d'une seule année et la critique du comportement de Jackson envers ses assistants par Krause.
La saison 1998 fut surnommée Last Dance car plusieurs membres des Bulls se retrouvèrent agents libres en fin de saison. Pippen, qui désirait un contrat lucratif après des années où il était sous-payé, critiqua Krause et menaça de partir en fin de saison. Malgré ces désagréments, les Bulls remportèrent leur 6e titre en huit ans.
Après le dernier titre des Bulls de l'ère Jordan en 1998, Jackson quitta l'équipe et promettant de ne plus jamais entraîner. Cependant, après  une année sabbatique, il rejoignit les Lakers de Los Angeles.

#### La reconstruction
Pensant que les Bulls étaient âgés et sans avenir, Krause décida d'écarter les vétérans et de reconstruire l'équipe. Il décida originellement de recruter de très jeunes joueurs qui se développeraient ensemble en douceur, en obtenant de bons tours de draft et effectuant de bons coups avec des free agents. Mais de nombreux joueurs lui échappèrent, tels que Tim Duncan, Grant Hill et Tracy McGrady, et même des joueurs moins renommés ne voulurent pas signer avec les Bulls tels Eddie Jones et Tim Thomas. Kevin Garnett déclara même que la façon dont l'équipe se disloqua et le traitement infligé à Jordan et Pippen signifiaient qu'il n'y avait pas de considération pour les joueurs aux Bulls.
Krause décida de consacrer la reconstruction avec la draft et avec la conviction que les Bulls « développeraient ses propres stars ». La draft apporta de nombreux joueurs prolifiques tels Elton Brand, Ron Artest, Marcus Fizer, Jamal Crawford et Jay Williams. Mais après une saison 2000-2001 avec un bilan de 15 victoires - 67 défaites, Krause tenta un pari en transférant son meilleur joueur Brand contre le joueur de lycée Tyson Chandler qui était décrit comme le « nouveau Kevin Garnett », et recruta un autre joueur issu du lycée Eddy Curry qui, de la même façon, était décrit comme une version « allégée » de Shaquille O'Neal, avec le 4e choix de la draft.
Krause était persuadé que le tandem constitué de Chandler et Curry deviendraient des joueurs d'élite et formerait une nouvelle dynastie. Un transfert lors de la saison suivante apporta Jalen Rose aux Bulls en échange de Brad Miller et Ron Artest. Après le recrutement lors de la draft de Jay Williams, les Bulls avait un effectif comprenant Rose, Crawford, Curry, Chandler, Williams et Fizer concrétisant les rêves de Krause de constituer une équipe jeune et talentueuse. Les Bulls montrèrent des progrès sensibles la saison suivante.

### Retrait de la NBA
En 2003, Jerry Krause prit sa retraite de GM. Alors que la raison officielle de son retrait était ses problèmes de santé dus à son obésité, de sources internes à l'équipe affirmèrent que Krause avait été écarté car il avait fait son temps et qu'on lui avait offert la possibilité de démissionner au lieu d'être licencié. Les Bulls compilèrent un bilan de 23 victoires - 59 défaites la saison suivante, confirmant l'échec de la stratégie de Krause, son équipe se disloquant définitivement avec le transfert de Chandler en 2006. Curry et Chandler réussirent par la suite dans la ligue, mais sans répondre aux attentes peut-être trop importantes que Krause avait mises en eux. Il faut noter que de nombreux joueurs comme Elton Brand, Brad Miller et Metta World Peace devinrent All-Stars avec leurs nouvelles équipes. Krause retrouva ses racines, travaillant pour les Yankees de New York en baseball en tant que recruteur, avant de rejoindre les Mets de New York en 2005.

### Diamondbacks de l'Arizona
À partir de 2011, Jerry Krause est assistant au directeur gérant Kevin Towers des Diamondbacks de l'Arizona de la Ligue majeure de baseball.
Il meurt le 21 mars 2017. Il est intronisé au Basketball Hall of Fame en 2017.